# Les Naufragés
Les Naufragés is een Franse film uit 2016 onder regie van David Charhon.

## Verhaal
Jean-Louis Brochard is een bankier die na een grote financiële zwendel gezocht wordt door de politie. Hij probeert met een vals identiteitsbewijs naar Antigua, een fiscaal paradijs, te vluchten om daar ettelijke miljoenen euro’s op te halen. Omdat zijn vlucht door een aangekondigde orkaan niet kan vertrekken, probeert hij met een klein privévliegtuigje te ontkomen. In het vliegtuig bevindt zich ook William Boulanger die tijdens zijn wittebroodsweken door zijn geliefde werd verlaten. Door een panne stort hun vliegtuig neer en komen ze op een onbewoond eiland terecht waardoor ze gedwongen zijn samen te werken om te kunnen overleven. Boulanger kan met een eigen gemaakt vlot de bewoonde wereld bereiken die dichterbij is dan gedacht en ontdekt daar wie Brochard werkelijk is, waarna hij terugkeert om Brochard te "redden".

## Rolverdeling
| Acteur                 | Personage           |
| ---------------------- | ------------------- |
| Daniel Auteuil         | Jean-louis Brochard |
| Laurent Stocker        | William Boulanger   |
| Julie Ferrier          | Charlie             |
| Philippe Morier-Genoud | Joël                |
| Ken Samuels            | Fergus              |
| Laurent Bateau         | Karl                |
| Julia Faure            | Rosario             |
| Laurent Poitrenaux     | Daniel              |